# مرکز فناوری مک‌لارن
مرکز فناوری مک‌لارن دفتر مرکزی گروه مک‌لارن و شرکت‌های تابعه آن است که در زمینی به مساحت ۵۰۰۰۰۰ مترمربع (۵۰ هکتار) در ووکینگ، ساری، انگلیس واقع شده‌است. این مجموعه از دو ساختمان تشکیل شده‌است: مرکز اصلی فناوری مک‌لارن که به عنوان مقر اصلی گروه فعالیت می‌کند و مرکز تولید جدید مک‌لارن که عمدتاً برای ساخت اتومبیل‌های خودروسازی مک‌لارن استفاده می‌شود.